# Girls – Die kleinen Aufreißerinnen
Girls – Die kleinen Aufreißerinnen (Originaltitel: Girls) ist ein französisch-deutscher Film von Just Jaeckin aus dem Jahr 1980 um vier Freundinnen.

## Handlung
Annie ist Verkäuferin, Suzanne ist Textilarbeiterin und Betty, ihre Schwester, Näherin. Catherine arbeitet als Telefonistin an der Universität, aber sie lässt andere glauben, dass sie dort Studentin sei. Die vier sind sorglose Teenager, die Rockmusik, Filme, Flirts und Jungs lieben. Wie Bernard zum Beispiel, der alles für sie tun würde, insbesondere für Suzanne. Die Freizeit wird zeitgemäß verbracht, und es ist einfach, mit Eltern umzugehen, die sich nicht um ihre Kinder kümmern. Bis zu dem Tag, an dem Betty, die vergessen hat, die Pille einzunehmen, schwanger wird. Da Betty minderjährig ist und niemand es ihrem Vater sagen will, beschließen die vier Mädchen, für eine illegale Abtreibung zu bezahlen. Mithilfe von Bernard sammeln sie schnell ein paar tausend Francs an, indem sie einige ihrer Habseligkeiten verkaufen. Dann brauchen sie mehr Geld, und Catherine muss die Kunden eines Nachtclubs anmachen, um an ihre Taschen zu gelangen. Sie wird aber von ihrem Opfer überrascht und vergewaltigt. Sie bringt das Geld, ohne etwas zu sagen, und die Abtreibung findet statt. Zufällig gewarnt, entschuldigt sich der Vater von Suzanne und Betty für seine mangelnde Aufmerksamkeit und beschließt, Spaß mit den Kindern zu haben. Catherine wird ihre Freundinnen von der Stärke ihrer Freundschaft überzeugen. So wächst das Quartett noch fester zusammen, jedoch mit einer erhöhten Reife.

## Kritik
„Vier Mädchen ‚bewältigen‘ solidarisch das Problem einer ungewollten Schwangerschaft. Ein betont leichter und frecher Film, der pubertäre Sexualität und Abtreibungsproblematik zwar weitgehend unspekulativ und publikumsnah behandelt, doch ganz an der Oberfläche der Probleme bleibt.“

Der Fischer Film Almanach 1981 befand, dass der Film mit seiner „frivolen“ Problementwicklung nichts Neues zum Thema beisteuere, aber immerhin „nett und unterhaltsam“ wirke.